# Crampagna
Crampagna – miejscowość i gmina we Francji, w regionie Oksytania, w departamencie Ariège.
Według danych na rok 1990 gminę zamieszkiwało 509 osób, a gęstość zaludnienia wynosiła 51 osób/km² (wśród 3020 gmin regionu Midi-Pireneje Crampagna plasuje się na 584. miejscu pod względem liczby ludności, natomiast pod względem powierzchni na miejscu 1088.).